# Micropanope latimanus
Micropanope latimanus är en kräftdjursart som beskrevs av William Stimpson 1898. Micropanope latimanus ingår i släktet Micropanope och familjen Xanthidae. Inga underarter finns listade i Catalogue of Life.